# アンドリュー・ジョーンズ
アンドリュー・ルドルフ・ジョーンズ（Andruw Rudolf Jones, 1977年4月23日 - ）は、オランダ領アンティルのキュラソー島ウィレムスタット出身の元プロ野球選手（外野手、内野手）、監督。右投げ右打ち。
日本でのニックネームは「A.J」、MLBでのニックネームは「スマイルボーイ」、「ザ・キュラソー・キッド」など。原音ではアンドリューよりもアンドルーに近く、アンドルー・ジョーンズとも表記される。
MLBでは、1998年から2007年まで10年連続でゴールドグラブ賞を受賞する守備と、2005年から2年連続で「40本塁打・100打点」を記録したパワーを持ち合わせた、MLBを代表する外野手のひとりだった。

## 経歴

### プロ入りとブレーブス時代
1993年、アマチュア・フリーエージェントでアトランタ・ブレーブスに入団。
1996年8月15日の対フィラデルフィア・フィリーズ戦において、19歳でメジャーデビューを果たす。その年はわずか31試合の出場ながら5本塁打、13打点を記録した。この年のポストシーズンにも出場し、リーグ優勝決定戦第7戦ではポストシーズン史上最年少本塁打を、ワールドシリーズ第1戦第1打席で本塁打を放ち、ミッキー・マントルの同シリーズ史上最年少記録を更新。さらに第2打席でも本塁打を放ち、同シリーズ初打席から2打席連続本塁打（24年ぶり史上2人目）も記録した。
1997年に右翼手としてレギュラーに定着。153試合に出場して打率.231、18本塁打、70打点、20盗塁の成績を残し、新人王の投票で5位に入った。
1998年には中堅手へコンバートされ、リーグを代表する外野手に成長。自己最高の159試合に出場し、打率.271、31本塁打、90打点、27盗塁の成績を残し、史上最年少で「20本塁打・20盗塁」を達成。9月13日にはMLB史上6番目・球団史上最年少でシーズン30本塁打を達成した。また自身初のゴールドグラブ賞を受賞、以後同賞を10年連続で受賞することになる。
1999年には全162試合に出場。
2000年にはオールスターゲームに初めて選出される。この年の打率.303は自己最高、また36本塁打、21盗塁も記録し、ハンク・アーロンに次いで球団史上2人目となる3年連続「20本塁打・20盗塁」を達成した。2001年2月20日、年俸調停において2001年の年俸820万ドルを勝ち取り、マリアノ・リベラの725万ドルを上回る史上最高額となり、2001年シーズン終了後に6年総額7500万ドルで契約延長した。
2005年には、打率・出塁率こそ平凡だったものの、51本塁打、128打点で二冠のタイトルを獲得。本塁打は、1953年のエディ・マシューズと1971年のアーロンが放った47本塁打を上回る球団新記録でもあった。得点圏打率.207と勝負弱さが垣間見えたものの、この年のMVP投票ではアルバート・プホルスに次ぐ2位に入り、選手選出の最優秀選手となった。
2006年開幕前の3月に開催された第1回ワールド・ベースボール・クラシック(WBC)のオランダ代表に選出された。

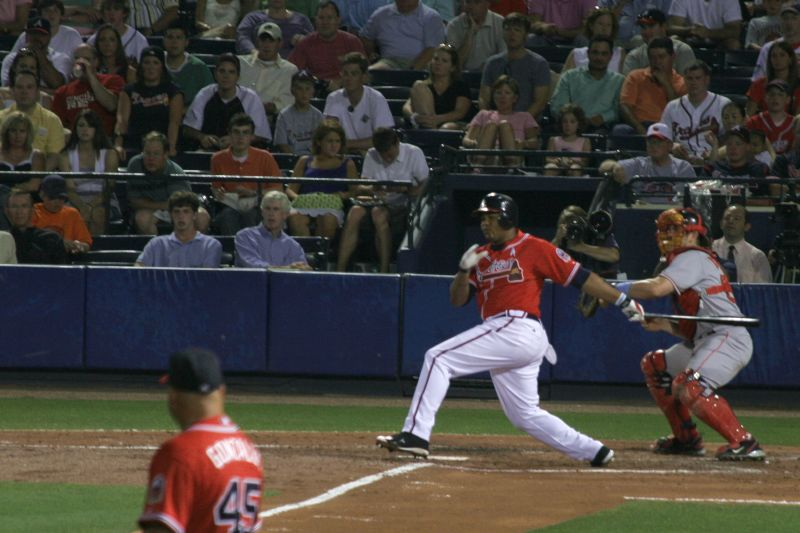
アトランタ・ブレーブス時代（2006年）

シーズンではWBCに合わせ調整を早く行った結果、本来はスロースターターであるが4月に8本塁打を記録した。5月・6月は失速したが、41本塁打（リーグ5位）、129打点（同4位）を記録した。
2007年は6年契約の最終年のため5月にひじを痛めた後も出場を続け、痛みがひどくなった8月以降は鎮痛剤の注射をして出場し続け154試合に出場。打率.222、26本塁打、94打点と、特に打率に関してはレギュラー定着以来、自己最低に落ち込んだ。チームも2年連続でポストシーズン進出を逃した。オフの10月31日にFAとなった。

### ドジャース時代
2007年12月6日にロサンゼルス・ドジャースと総額3620万ドルの2年契約を結んだ。
2008年は、ドジャース待望の大砲として期待され、ジョーンズ自身も復活を目指す年となるはずだった。しかし、開幕からかつてない不振に喘ぎ、挙句の果てに故障者リスト入り。後半戦は、守備のみでの試合出場が増え、メジャーデビューを果たした1996年、当時まだ19歳であった自身の成績をも下回り、1998年から10年連続で受賞していたゴールドグラブ賞も逃した。ドジャースは不振のジョーンズを放出することを決断、ジョーンズも出場機会が激減していたことから、2009年1月6日に残る年俸2210万ドルのうち、約1600万ドルを6年かけて支払ったうえでジョーンズが退団することで双方が合意、1月15日にジョーンズはドジャースから解雇された。

### レンジャーズ時代
2009年2月10日にテキサス・レンジャーズとマイナー契約（＋出来高50万ドル）を結び、自身初のアメリカンリーグでプレイする事となった。レンジャーズでは、打率こそ2年連続で.220にも届かない状態であったが、前年とほぼ同数且つシーズン全体の約半分の出場試合数で17本塁打を放った。一方、守備面では10年連続でゴールドグラブ賞を獲得した経歴の持ち主であるが、指名打者としての出場が大半を占めており、外野守備に就いたのはわずか17試合であった。また、メジャーデビュー以来初めてとなる内野守備（ファースト）も経験した。オフの11月6日にFAとなった。

### ホワイトソックス時代
2009年11月25日にシカゴ・ホワイトソックスと50万ドルの1年契約を結んだ。
2010年は体重の管理をしっかり行うようになり、14.6打数に1本のペースで本塁打を記録し、3年ぶりにシーズン100試合以上に出場した。打率.230、19本塁打、48打点はいずれも、2009年の数字を上回り、実に4シーズンぶりとなる.800以上のOPSをマークした。

### ヤンキース時代

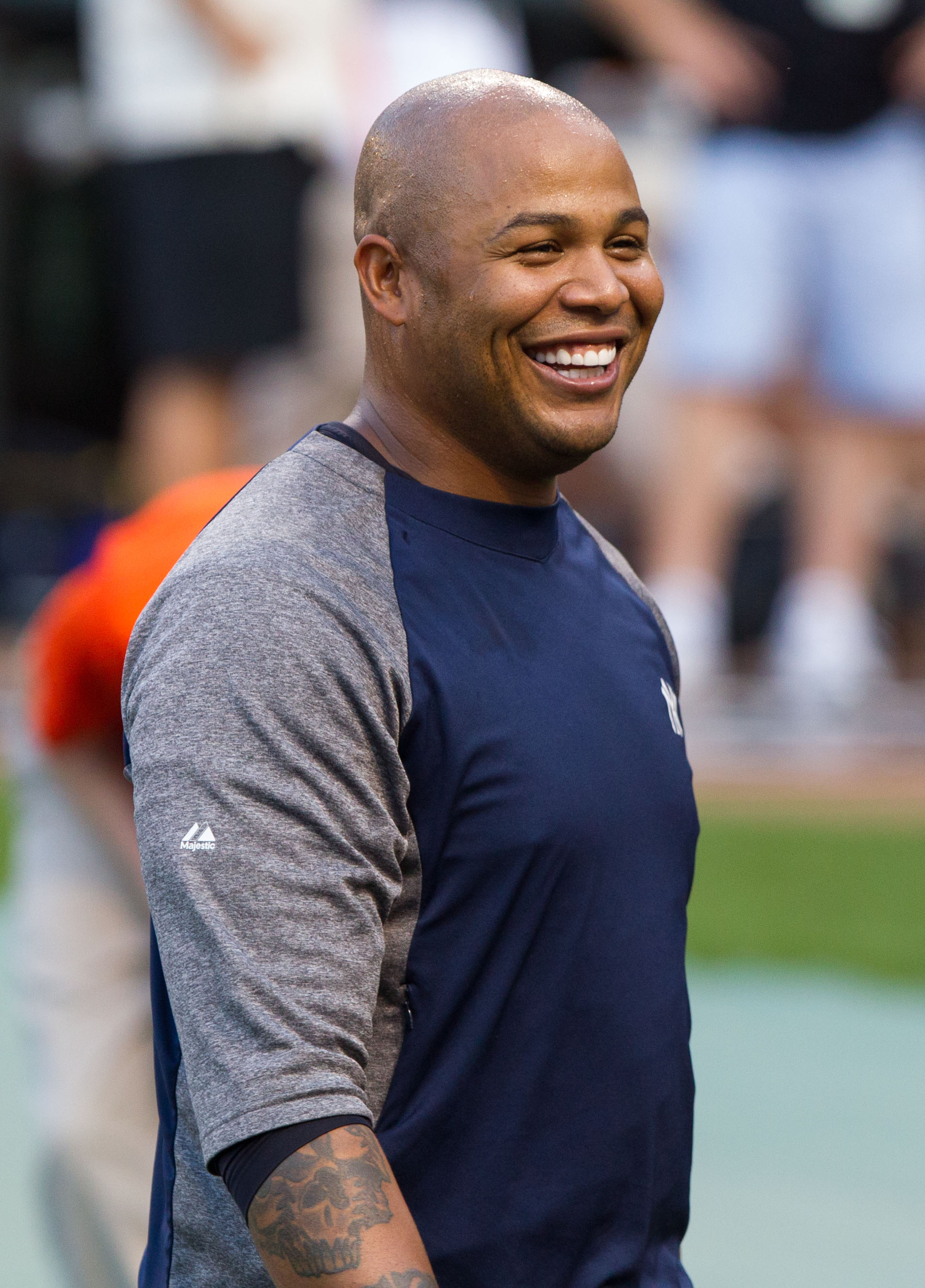
ヤンキース時代（2012年）

2011年1月20日にニューヨーク・ヤンキースと200万ドルの1年契約を結んだ。打率.247、出塁率.356、13本塁打、33打点と、かつてほどの成績ではないものの堅実な成績を収めた。オフの10月30日にFAとなったが、12月30日にヤンキースと160万ドルの1年契約を結んだ。
2012年は前半戦は.244、11本塁打、OPS.862とまずまずの成績を残すも、後半戦は.142、3本塁打、OPS.511と大きく失速し、最終的には2008年以来の打率1割台を記録した。オフの10月29日にFAとなった。

### 楽天時代
2012年12月16日に東北楽天ゴールデンイーグルスとの契約合意が発表された。年俸は推定3億。
2013年1月29日には、前年途中からヤンキースに所属していたケーシー・マギーと揃って入団会見に臨んだ。楽天とは1年契約で、背番号は25。同年3月に開催された第3回WBCのオランダ代表に選出されている。ウラディミール・バレンティンなどと共にクリーンアップの一角を担いながら、代表史上初のWBCベスト4進出に貢献した。
公式戦では開幕戦から「4番・指名打者」としてスタメンに起用。4月5日の対千葉ロッテマリーンズ戦（クリネックススタジアム宮城）では、8回裏に来日初本塁打となる2点本塁打を伊藤義弘から放った。その後は、主に3番・銀次、5番・マギーと共にクリーンアップトリオを構成。オールスターゲームでは、ファン投票・選手間投票ともパ・リーグの指名打者部門で選出された。7月28日には、対ロッテ戦（Kスタ宮城）の8回裏にMLB/NPB通算2000本安打（MLB1933安打・NPB67安打）を達成。9月26日の対埼玉西武ライオンズ戦（西武ドーム）では、1対3で迎えた7回表の2死満塁で右中間へ3点適時二塁打を放って、チーム史上初のパ・リーグ優勝決定に貢献した。シーズン通算では、翌27日の対ロッテ戦に欠場しただけで、残りの143試合にすべて4番打者として出場。打撃面では、26本塁打・94打点という成績を残す一方で、リーグ最多の164三振を喫した。打率は.243だが、リーグ最多の105四球で、出塁率は.391と高い水準を記録。ロッテとのクライマックスシリーズファイナルステージ（Kスタ宮城）では2本塁打を放っている。読売ジャイアンツとの日本シリーズの第4戦（東京ドーム）では、1回表に先制の3点本塁打を放ったことで、同シリーズとワールドシリーズの両方で本塁打を記録。この記録は、ジョーンズで史上4人目に当たる。なお、マギーはシーズン終了後の契約期間満了を機に、家庭の事情などからMLBへ復帰。しかし、ジョーンズは「楽天のナインに『勝利の哲学』のようなものを伝えたい」「来日を決めた時からアメリカ（MLB）には戻らない覚悟でいる」という姿勢から楽天への残留を決めた。
2014年は監督の星野仙一の方針で4番打者に固定されたが、星野から「身長（185cm）より低い」と表現されるほどオープン戦から打率が低迷。その一方で、延長12回までもつれ込んだ4月22日の対西武戦（楽天Koboスタジアム宮城）では来日初のサヨナラ本塁打、5月1日の対ロッテ戦（コボスタ宮城）では1試合2本塁打を放っている。5月2日の対福岡ソフトバンクホークス戦（コボスタ宮城）では、6回裏の第3打席で放った左中間への大飛球が「フェンス直撃の二塁打」と判定されたことをめぐって、首脳陣にビデオ判定の依頼を要求。星野からの依頼を受けた審判団が打球の映像を確認したところ、打球が外野席のファンを直撃した後でグラウンドに跳ね返っていたことが判明したため、判定が本塁打に改められた。9月17日の対ロッテ戦では3四球を記録し、来日以来2年連続で100四球をクリアした。最終的にはパ・リーグ記録となる118四球を記録。また、このシーズンでは規定打席に到達しながら安打数（99）よりも四球数（118）の方が多かったが、これは2リーグ分裂以後3人目（あとの2人は王貞治が4回とクラレンス・ジョーンズが1回）という珍しい記録となった。楽天は同年限りでジョーンズとの契約を終了し、退団が決まった。オフの12月2日、自由契約公示された。

### 楽天退団後
2015年2月17日に、「GLOBAL BASEBALL MATCH 2015 侍ジャパン 対 欧州代表」の欧州代表に選出されたが、3月4日に家庭の事情で辞退した。
オフの10月12日に第1回WBSCプレミア12のオランダ代表候補選手36名に選出され、10月20日に第1回WBSCプレミア12のオランダ代表選手28名に内野手として選出された。
2016年1月8日にキューバ代表との強化試合のオランダ代表に選出された。3月に古巣ブレーブスのスプリングトレーニングにて特別コーチとして若手を指導し、ブレーブスから球団殿堂入りの打診を受けたのを機に現役引退を発表した。

### 引退後
2016年8月3日に第34回ヨーロッパ野球選手権大会のオランダ代表コーチを務めることが発表された。尚、第2回フランス国際野球大会でもコーチを務める。両大会で優勝を果たした。
10月26日に日本代表との強化試合のオランダ代表ベンチコーチを務めることになった。12月2日に第4回WBCのオランダ代表コーチを務めることが発表された。
2023年4月3日、アトランタ・ブレーブス時代の背番号『25』がブレーブスの永久欠番に制定されることが発表された。

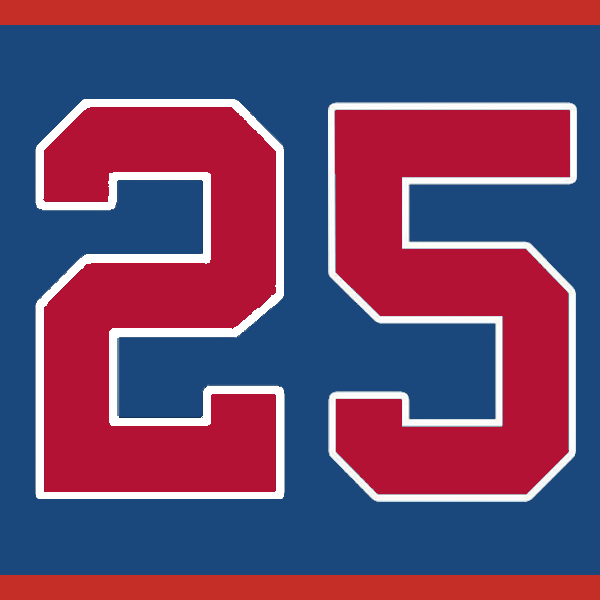
ジョーンズのブレーブス在籍時の背番号「25」。
アトランタ・ブレーブスの永久欠番に2023年指定。

2025年の5月20日にオランダ王立野球ソフトボール連盟が来春のWBCでオランダ代表の監督に就任すると発表した。

## 選手としての特徴

### 打撃
MLB時代には、30本前後の本塁打をコンスタントに記録。さらに2005年頃からパワーが増してきており、本塁打王を獲得した同年から2年連続で40本以上の本塁打を放った。その一方で三振も多く、打率がリーグの平均を下回るシーズンも多い。ジョーンズは、「自分は打率.270くらいの打者」「『打率よりも本塁打を打って打点を挙げるのが自分の役割である』と考えている」と語っている。
初球に強い一方で、2ストライクからの打率は低い。相手投手は、この傾向を警戒するあまり、ボール先行の投球になりやすい。さらに、ジョーンズ自身の選球眼も高いため、結果として四球で出塁することが多い。来日後は、四球の数が格段に多くなり、低打率ながら、楽天時代の2013年と2014年と共に、パ・リーグ1位の四球を記録し、4割近い出塁率を残した。楽天では入団以来4番打者を務めていたが、2014年7月13日の対ロッテ戦（コボスタ宮城）以降は、出塁率の高さを生かすチーム方針から3番打者に起用されている。

### 走塁
スイングが大きいため、一塁までの到達スピードは4.25秒と平均をやや上回る程度だが、一塁から三塁にまわる際や守備の際に本来のスピードを発揮していた。

### 守備
外野手として10年連続でゴールドグラブ賞を獲得している。MLB時代は俊足であり守備範囲も広かったので、守備位置は浅めに守ることが多かった。打球の落下点へ正確かつ素早く向かうことができるため、通常の外野手では到底取れないような打球も難なく処理し、肩も強く、送球も正確と、外野手に必要な能力をすべて備えていた。1999年の刺殺数は493に及んだが、これは外野手の刺殺数としてはMLB歴代11位、1981年以降では歴代1位である。
楽天へ入団した2013年には、パ・リーグが公式戦で指名打者制度を採用していることから、（同制度を採用しないセ・パ交流戦のセ・リーグ加盟球団主催試合を含めても）守備に就いた試合は17試合にとどまった。いずれもMLB通算で8試合しか経験のない一塁手での出場であったが、無失策で守備をこなした。同年の日本シリーズでは、指名打者制度を採用しない巨人のホームゲーム（東京ドームでの第3～5戦）に挑むにあたって、「銀次より俺の方が絶対にうまい」という直訴によって左翼や中堅の守備に就いている（銀次が一塁手）。2014年には、7月3日のオリックス戦（京セラドーム大阪）で、来日後初めて「4番・右翼手」としてスタメンに起用された。

## 家族
息子のドリュー・ジョーンズも野球選手で、2022年のMLBドラフトでアリゾナ・ダイヤモンドバックスから指名を受けて入団している。

## 詳細情報

### 年度別打撃成績
| 年 度     | 球 団     | 試 合 | 打 席 | 打 数 | 得 点 | 安 打 | 二 塁 打 | 三 塁 打 | 本 塁 打 | 塁 打 | 打 点 | 盗 塁 | 盗 塁 死 | 犠 打 | 犠 飛 | 四 球 | 敬 遠 | 死 球 | 三 振 | 併 殺 打 | 打 率 | 出 塁 率 | 長 打 率 | O P S |
| --------- | --------- | ----- | ----- | ----- | ----- | ----- | -------- | -------- | -------- | ----- | ----- | ----- | -------- | ----- | ----- | ----- | ----- | ----- | ----- | -------- | ----- | -------- | -------- | ----- |
| 1996      | ATL       | 31    | 113   | 106   | 11    | 23    | 7        | 1        | 5        | 47    | 13    | 3     | 0        | 0     | 0     | 7     | 0     | 0     | 29    | 1        | .217  | .265     | .443     | .708  |
| 1997      | ATL       | 153   | 467   | 399   | 60    | 92    | 18       | 1        | 18       | 166   | 70    | 20    | 11       | 5     | 3     | 56    | 2     | 4     | 107   | 11       | .231  | .329     | .416     | .745  |
| 1998      | ATL       | 159   | 631   | 582   | 89    | 158   | 33       | 8        | 31       | 300   | 90    | 27    | 4        | 1     | 4     | 40    | 8     | 4     | 129   | 10       | .271  | .321     | .515     | .836  |
| 1999      | ATL       | 162   | 679   | 592   | 97    | 163   | 35       | 5        | 26       | 286   | 84    | 24    | 12       | 0     | 2     | 76    | 11    | 9     | 103   | 11       | .275  | .365     | .483     | .848  |
| 2000      | ATL       | 161   | 729   | 656   | 122   | 199   | 36       | 6        | 36       | 355   | 104   | 21    | 6        | 0     | 5     | 59    | 0     | 9     | 100   | 12       | .303  | .366     | .541     | .907  |
| 2001      | ATL       | 161   | 693   | 625   | 104   | 157   | 25       | 2        | 34       | 288   | 104   | 11    | 4        | 0     | 9     | 56    | 3     | 3     | 142   | 10       | .251  | .312     | .461     | .773  |
| 2002      | ATL       | 154   | 659   | 560   | 91    | 148   | 34       | 0        | 35       | 287   | 94    | 8     | 3        | 0     | 6     | 83    | 4     | 10    | 135   | 14       | .264  | .366     | .513     | .879  |
| 2003      | ATL       | 156   | 659   | 595   | 101   | 165   | 28       | 2        | 36       | 305   | 116   | 4     | 3        | 0     | 6     | 53    | 2     | 5     | 125   | 18       | .277  | .338     | .513     | .851  |
| 2004      | ATL       | 154   | 646   | 570   | 85    | 149   | 34       | 4        | 29       | 278   | 91    | 6     | 6        | 0     | 2     | 71    | 9     | 3     | 147   | 24       | .261  | .345     | .488     | .833  |
| 2005      | ATL       | 160   | 672   | 586   | 95    | 154   | 24       | 3        | 51       | 337   | 128   | 5     | 3        | 0     | 7     | 64    | 13    | 15    | 112   | 19       | .263  | .347     | .575     | .922  |
| 2006      | ATL       | 156   | 669   | 565   | 107   | 148   | 29       | 0        | 41       | 300   | 129   | 4     | 1        | 0     | 9     | 82    | 9     | 13    | 127   | 13       | .262  | .363     | .531     | .894  |
| 2007      | ATL       | 154   | 659   | 572   | 83    | 127   | 27       | 2        | 26       | 236   | 94    | 5     | 2        | 0     | 9     | 70    | 4     | 8     | 138   | 16       | .222  | .311     | .413     | .724  |
| 2008      | LAD       | 75    | 238   | 209   | 21    | 33    | 8        | 1        | 3        | 52    | 14    | 0     | 1        | 0     | 1     | 27    | 0     | 1     | 76    | 5        | .158  | .256     | .249     | .505  |
| 2009      | TEX       | 82    | 331   | 281   | 43    | 60    | 18       | 0        | 17       | 129   | 43    | 5     | 1        | 0     | 3     | 45    | 3     | 2     | 72    | 7        | .214  | .323     | .459     | .782  |
| 2010      | CWS       | 107   | 328   | 278   | 41    | 64    | 12       | 1        | 19       | 135   | 48    | 9     | 2        | 0     | 2     | 45    | 0     | 3     | 73    | 15       | .230  | .341     | .486     | .827  |
| 2011      | NYY       | 77    | 222   | 190   | 27    | 47    | 8        | 0        | 13       | 94    | 33    | 0     | 0        | 0     | 0     | 29    | 0     | 3     | 62    | 3        | .247  | .356     | .495     | .851  |
| 2012      | NYY       | 94    | 269   | 233   | 27    | 46    | 7        | 0        | 14       | 95    | 34    | 0     | 0        | 0     | 3     | 28    | 1     | 5     | 71    | 2        | .197  | .294     | .408     | .701  |
| 2013      | 楽天      | 143   | 604   | 478   | 81    | 116   | 21       | 1        | 26       | 217   | 94    | 4     | 3        | 0     | 6     | 105   | 1     | 15    | 164   | 15       | .243  | .391     | .454     | .845  |
| 2014      | 楽天      | 138   | 581   | 448   | 69    | 99    | 20       | 0        | 24       | 191   | 71    | 2     | 3        | 0     | 3     | 118   | 5     | 12    | 140   | 16       | .221  | .394     | .426     | .820  |
| MLB：17年 | MLB：17年 | 2196  | 8664  | 7599  | 1204  | 1933  | 383      | 36       | 434      | 3690  | 1289  | 152   | 59       | 6     | 71    | 891   | 69    | 97    | 1748  | 192      | .254  | .337     | .486     | .823  |
| NPB：2年  | NPB：2年  | 281   | 1185  | 926   | 150   | 215   | 41       | 1        | 50       | 408   | 165   | 6     | 6        | 0     | 9     | 223   | 6     | 27    | 304   | 31       | .232  | .392     | .441     | .833  |

- 各年度の太字はリーグ最高

### タイトル
MLB
- 本塁打王：1回（2005年）
- 打点王：1回（2005年）

### 表彰
MLB
- シルバースラッガー賞（外野手部門）：1回（2005年）
- ゴールドグラブ賞（外野手部門）：10回（1998年 - 2007年）
- ハンク・アーロン賞：1回（2005年）
- プレイヤーズ・チョイス・アワーズ
  - 年間最優秀選手：1回（2005年）
  - 優秀選手：1回（2005年）
- プレイヤー・オブ・ザ・マンス：2回（2005年6月、8月）
- フィールディング・バイブル・アワード：1回（2007年）

NPB
- 月間サヨナラ賞：1回（2014年3・4月）
- ホームランダービー優勝：1回（2013年第3戦）

MiLB
- ベースボール・アメリカ・マイナーリーグ年間最優秀選手賞：2回（1995年 - 1996年）
- USAトゥデイ・マイナーリーグ年間最優秀選手賞：2回（1995年 - 1996年）

### 記録

#### MLB
- MLBオールスターゲーム選出 5回：（2000年、2002年 - 2003年、2005年 - 2006年）

#### NPB
初記録
- 初出場・初先発出場：2013年3月29日、対福岡ソフトバンクホークス1回戦（福岡 ヤフオク!ドーム）、4番・指名打者で先発出場
- 初打席：同上、2回表に攝津正から四球
- 初安打：同上、6回表に攝津正から中前二塁打
- 初打点：2013年3月31日、対福岡ソフトバンクホークス3回戦（福岡 ヤフオク!ドーム）、8回表に千賀滉大から左前適時二塁打
- 初本塁打：2013年4月5日、対千葉ロッテマリーンズ1回戦（日本製紙クリネックススタジアム宮城）、8回裏に伊藤義弘から左越2ラン
- 初盗塁：2013年5月6日、対オリックス・バファローズ7回戦（日本製紙クリネックススタジアム宮城）、3回裏に二盗（投手：ブランドン・ディクソン、捕手：伊藤光）

その他の記録
- シーズン100四球：2013年 - 2014年 ※史上20人目
- シーズン100四球+100三振：2013年 - 2014年 ※史上9人目
- 2年連続100四球+100三振：2013 - 2014年 ※史上初
- シーズン118四球：2014年 ※パ・リーグ記録
- オールスターゲーム出場：1回（2013年）

#### MLB/NPB通算
- 2000安打：2013年7月28日、対千葉ロッテマリーンズ13回戦（日本製紙クリネックススタジアム宮城）、8回裏にカルロス・ロサから中前安打[55]

### 背番号
- 25（1996年 - 2010年、2013年 - 2014年）
- 18（2011年）
- 22（2012年）

### 代表歴
- 2006 ワールド・ベースボール・クラシック・オランダ代表
- 2013 ワールド・ベースボール・クラシック・オランダ代表
- 2015 WBSCプレミア12 オランダ代表

### コーチ歴
- 2016年フランス国際野球大会オランダ代表
- 2016年ヨーロッパ野球選手権大会オランダ代表
- 2017 ワールド・ベースボール・クラシック・オランダ代表
- 2019 WBSCプレミア12 オランダ代表